# SMS V 4
V 4 – niemiecki niszczyciel z okresu I wojny światowej. Czwarta jednostka typu V 1. Brał udział w bitwach na Dogger Bank i jutlandzkiej. W czasie tej drugiej został 1 czerwca 1916 roku storpedowany i zatonął.